# Amt Lichtenau (Hessen)
Das Amt Reichenbach, ab 1490 Amt Lichtenau genannt, war eine territoriale Verwaltungseinheit der Landgrafschaft Hessen und ab 1567 der Landgrafschaft Hessen-Kassel.
Bis zur Verwaltungs- und Gebietsreform des Kurfürstentums Hessen im Jahr 1821 und der damit verbundenen Auflösung bildete das Amt Lichtenau den räumlichen Bezugspunkt für die Einforderung landesherrlicher Abgaben und Frondienste, für Polizei, Rechtsprechung und Heeresfolge.

## Geographische Lage

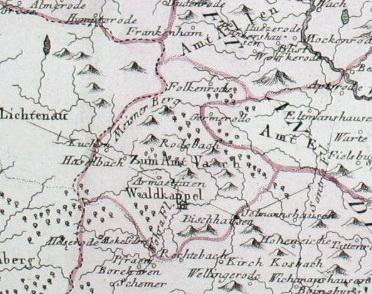
Das Amt Lichtenau um 1793

Das Amt Lichtenau lag im  Norden der Landgrafschaft Hessen-Kassel zwischen Kaufunger Wald im Norden, dem Hohen Meißner im Osten und dem Stölzinger Gebirge im Süden und dem Söhrewald im Westen. Die von diesen Höhenzügen umgebene Talsenke des Fulda-Werra-Berglandes wird Hessisch-Lichtenauer Becken genannt und von der Wasserscheide zwischen Fulda und Werra in Süd-Nord-Richtung zweigeteilt. Während die westlichen Amtsorte mit Lichtenau an dem von Südosten nach Nordwesten fließenden Fulda-Nebenfluss Losse liegen, werden die östlich liegenden Orte von der das Becken von Norden nach Süden passierenden Wehre durchflossen, die über das Waldkappeler Wehretal nach Südosten der Werra zufließt.
Der Großteil des einstigen Amtsgebiets liegt heute im Nordosten des Landes Hessen und gehört zum Werra-Meißner-Kreis. Nur die nordwestlichen Orte St. Ottilien und Eschenstruth liegen heute im Landkreis Kassel.

## Angrenzende Verwaltungseinheiten
Das Gebiet des Amts grenzte:
- im Norden an das  Amt Kassel (Gericht Neustadt), Amt Großalmerode (1817–1821)
- im Nordosten an das hessische Amt Witzenhausen,
- im Osten an das hessische Amt Eschwege,
- im Südosten an die amtsfreie Stadt Waldkappel,
- im Süden an das hessische Amt Spangenberg,
- im Südwesten an das hessische Amt Melsungen,
- im Westen an das Amt Kassel (Gericht Neustadt).

## Geschichte

### Burg und Amt Reichenbach
Die Burg Reichenbach entstand in der Mitte des 11. Jahrhunderts. Zu dieser Zeit war sie im Besitz eines Zweiges der Grafen Gozmar, die sich ab 1089 Grafen von Reichenbach nannten (siehe auch Stammliste der Grafen von Reichenbach). 1185 kam die Burg Reichenbach durch Heirat in den Besitz der ludowingischen Landgrafen von Thüringen. Nach dem Aussterben der Ludowinger eroberten die Truppen von Sophie von Brabant im Thüringisch-Hessischen Erbfolgekrieg 1249 die Burg Reichenbach für ihren Sohn Heinrich, den späteren ersten Landgrafen von Hessen. In der Folgezeit gehörte die Burg zur Landgrafschaft Hessen. Zumindest seit 1315 ist das landgräflich-hessische „Amt Reichenbach“ beurkundet. In dieser Zeit wurde die Burg von den Landgrafen als Jagdschloss genutzt. Um 1454 umfasste das Amt Reichenbach 29 Orte, von denen später zwölf als wüst erwähnt wurden.
Die Burg Reichenbach blieb bis 1490 Verwaltungsmittelpunkt. Die Burg verfiel nach der Verlegung des Amts- und Gerichtssitzes nach Lichtenau und wurde 1550 zerstört.

### Amt Lichtenau
Die Stadt Lichtenau, welche im Jahre 1490 Sitz des nunmehrigen „Amts Lichtenau“ wurde, war 1289 durch Landgraf Heinrich von Hessen am Schnittpunkt von zwei Handelsstraßen auf der Gemarkung von sechs Siedlungen gegründet worden. Sie erhielt sofort die Stadtrechte und eine eigene Gerichtsbarkeit. Ab 1383 ist eine Zugehörigkeit der Stadt Lichtenau zum Amt Reichenbach belegt, 1454 wird sie als „Vorort“ (Gerichtssitz) des Amts Reichenbach genannt. 1530 kamen die Lichtenauer Amtsorte Dinkelberg, Vockerode und Weidelbach im Tausch gegen Quentel an das Amt Spangenberg.
Nach dem Tod des Landgrafen Philipp I. von Hessen erfolgte 1567 eine Erbteilung der Landgrafschaft Hessen. Der älteste Sohn Philipps, Wilhelm IV., erhielt mit der Landgrafschaft Hessen-Kassel etwa die Hälfte des Territoriums einschließlich der Hauptstadt Kassel. Zu diesem Gebiet kam auch das Amt Lichtenau. 1575/85 kamen zum Amt Lichtenau noch die Orte Epterode (um 1747 nicht mehr zum Amt gehörig) und das Gericht Harmuthsachsen mit der Burg und dem Ort Harmuthsachsen und dem Ort Küchen hinzu. 1699 entstand der Ort St. Ottilien durch Zuzug von elf französischen Hugenottenfamilien aus der Dauphiné und dem Vivarais. Der Ort Friedrichsbrück entstand 1777 auf Veranlassung der Stadt Lichtenau, die auf ihrem Grund Hugenotten aus Oberhessen und Nassau-Weilburg ansiedelte.
Im Jahre 1803 wurde der Landgraf von Hessen-Kassel zum Kurfürsten ernannt. Während der französischen Besetzung gehörte das Amtsgebiet von 1807 bis 1813 zum napoleonischen Königreich Westphalen und wurde folgendermaßen aufgeteilt:
| Departement           | Distrikt | Kanton           | Zugehörige Ortschaften |
| --------------------- | -------- | ---------------- | --- |
| Departement der Werra | Eschwege | Kanton Lichtenau | Stadt Lichtenau, Friedrichsbrück, Fürstenhagen, Rommerode, Laudenbach, Velmeden, Hausen, Steinholz, Walburg, Hambach, Retterode, Bransrode (zeitweise wüst), Hopfelde, Glimmerode, Hollstein, Reichenbach, Wickersrode |
| Departement der Werra | Eschwege | Bischhausen      | Harmuthsachsen mit Wollstein (Gut), Hasselbach, Küchen |
| Departement der Fulda | Kassel   | Kaufungen        | Eschenstruth, Quentel, St. Ottilien |

Nach der Auflösung des Königreichs Westphalen im Jahr 1813 wurde das Kurfürstentum Hessen mit seiner vormaligen Verwaltungsstruktur wieder hergestellt. Das kurhessische Amt Lichtenau bestand noch bis 1821 und wurde dann im Zuge der kurhessischen Verwaltungsreform dem Landkreis Witzenhausen zugeordnet.

## Zugehörige Orte
Städte
- Lichtenau

Dörfer
| - Eschenstruth - Friedrichsbrück (1777 gegründet) - Fürstenhagen - Harmuthsachsen (ab 1575/85) - Hasselbach | - Hausen - Hollstein - Hopfelde - Küchen (ab 1575/85) - Laudenbach | - Quentel (seit 1530) - Reichenbach - Retterode - Rommerode - St. Ottilien (1699 gegründet) | - Velmeden - Walburg - Wickersrode |

Dörfer, die nur zeitweise zum Amt Lichtenau gehörten
- Epterode (1575/85–1747)
- Dinkelberg (bis 1530)
- Vockerode (bis 1530)
- Weidelbach (bis 1530)

Burgen und Schlösser
- Burg Reichenbach (nach 1490 unbewohnt, 1550 zerstört)
- Burg Harmuthsachsen

Höfe und Güter
- Wollstein
- Glimmerode (bei Hopfelde)[5]
- Hambach (bei Walburg),[6] ehemalige Burg[7]
- Steinholz (bei Rommerode)[8]

Wüstungen
- bei der Burg Reichenbach: Deinebach, Eppenrode, Gerolderode und Schlicher, Habichsgeren, Lindau, Mesche, Suckenrode, Ober- und Nieder-Weißbach und Breitenrode
- im Stadtgebiet von Lichtenau: Vortriden, Siegershausen, Kamphis, Herzelshagen, Hönrode und Boppenhagen
- bei Harmuthsachsen: Ailstech
- bei Hasselbach: Geisenrod, Steinbach, Ichendorf
- bei Hausen: Steinbach[9]
- bei Küchen: Weissner, Welbach, Geisenroder
- bei Retterode: Haukerode, Walbach, Oberndorf
- bei Walburg: Rechfeld, Siegershausen und Weningenrode
- bei Wollstein: Vorderwolfstein[10], Hinterwolfstein[11]
- am Hohen Meißner: Bransrode[12]